# Cyrtandromoea nicobarica
Cyrtandromoea nicobarica är en tvåhjärtbladig växtart som beskrevs av Nambiyath Puthansurayil Balakrishnan. Cyrtandromoea nicobarica ingår i släktet Cyrtandromoea och familjen Gesneriaceae. Inga underarter finns listade i Catalogue of Life.